# Ашаєво
Аша́єво (рос. Ашаево) — присілок у складі Білокатайського району Башкортостану, Росія. Входить до складу Білянківської сільської ради.
Населення — 233 особи (2010; 280 у 2002).
Національний склад:
- башкири — 97 %